# Naturschutzgebiet Dubrow
Das Naturschutzgebiet Dubrow liegt auf dem Gebiet der Gemeinde Heidesee im Landkreis Dahme-Spreewald in Brandenburg. Es gehört zum Naturpark Dahme-Heideseen.

## Beschreibung
Das 212,52 ha große Gebiet mit der Kenn-Nummer 1218 wurde mit Verordnung vom 1. Mai 1961 unter Naturschutz gestellt. Das Naturschutzgebiet, das Teil des 1300 ha großen Waldgebietes Dubrow ist, erstreckt sich südwestlich von Prieros, einem Ortsteil der Gemeinde Heidesee. Am östlichen und südöstlichen Rand des Gebietes mit dem Förstersee erstreckt sich der Schmöldesee und am südlichen Rand der 114 ha große Hölzerne See. Westlich verläuft die B 179 und hier erstreckt sich auch das Naturschutzgebiet Radeberge. Südöstlich, auf der anderen Seite des Schmöldesees, liegt das NSG Katzenberge.

## Naturschutz

### Natura-2000- und FFH-Gebiet
Das NSG Dubrow ist Teil des kohärenten europäischen ökologischen Netzes besonderer Schutzgebiete Natura 2000. Der Steckbrief des Bundesamtes für Naturschutz (BfN) enthält für das 263,33 Hektar umfassende FFH-Gebiet unter der Nummer 3748-307 folgende Charakterisierung:

„Von Rinnenseen begrenzter Endmoränenzug mit Traubeneichenwäldern, Zusammentreffen thermophiler, borealer und atlantischer Arten“

## Flora und Fauna

### Pflanzen

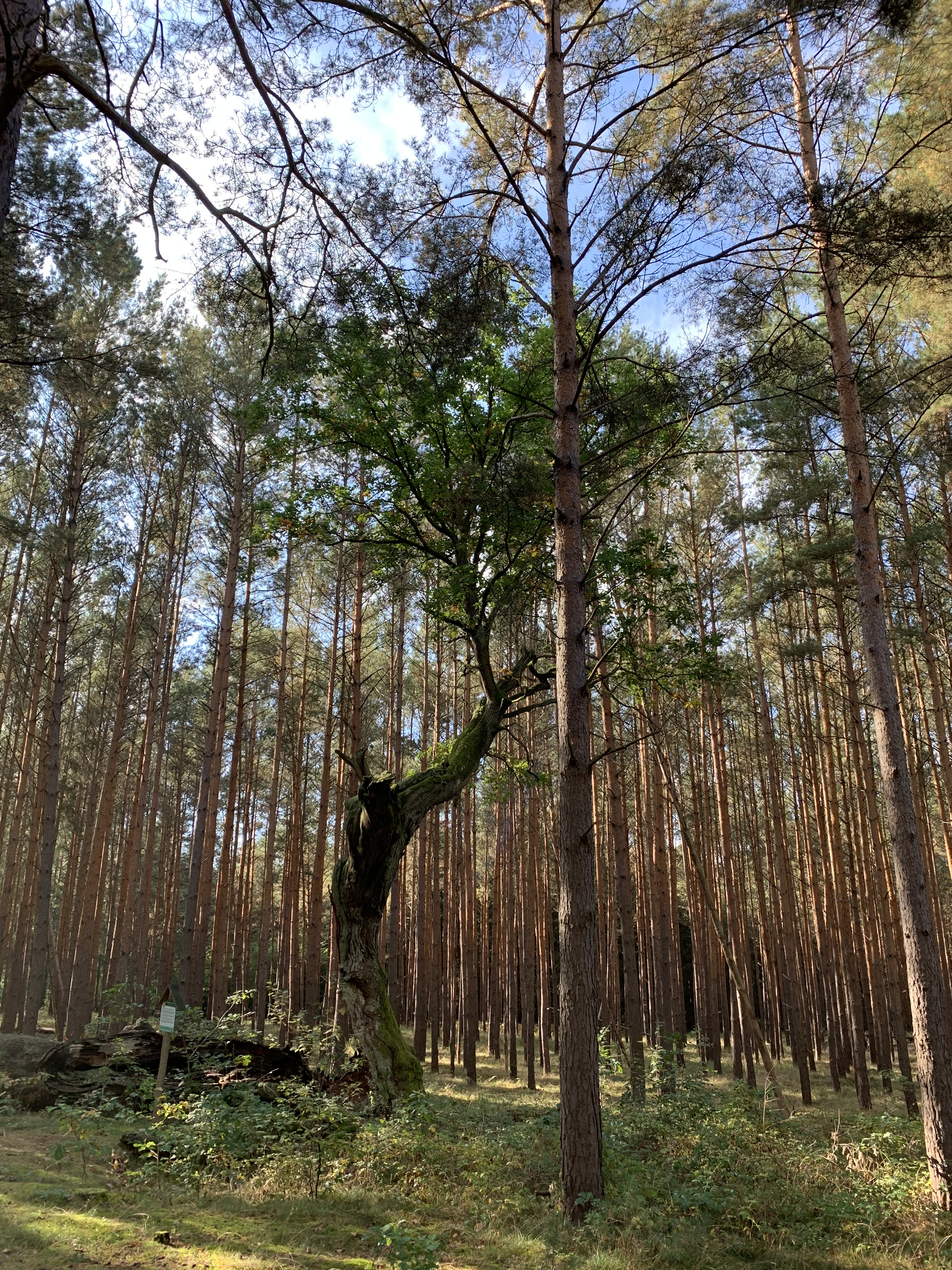
Königs-Eiche

Unter den Lebensraumtypen listet der FFH-Steckbrief folgende Pflanzen- beziehungsweise Waldgesellschaften auf: Übergangs- und Schwingrasenmoore (Natura 2000-Code 7140; Caricion lasiocarpae und Rhynchosporion albae), Torfmoor-Schlenken mit Schnabelbinsen-Gesellschaften (7150; Rhynchosporion), Alte bodensaure Eichenwälder auf Sandböden mit Stieleiche (9190), Moorwälder (91D0) und Natürliche und naturnahe nährstoffreiche Stillgewässer mit Laichkraut- oder Froschbiss-Gesellschaften (3150; Natürliche eutrophe Seen mit einer Vegetation vom Typ Magnopotamion oder Hydrocharition).
Eine Besonderheit stellt die Königs-Eiche dar, eine mehr als 600 Jahre alte Traubeneiche. Ihr Name stammt von einer Familie ab, die den Dubrowweg bewirtschaftete. Bei einem sommerlichen Sturm am 15. August 2015 brach ein Hauptteil der Krone ab, woraufhin anhand der Jahresringe das ungefähre Alter ermittelt werden konnte.

### Tiere
Nach Anhang II der Flora-Fauna-Habitat-Richtlinie und der Verordnung des Landes sind einschließlich ihrer für Fortpflanzung, Ernährung, Wanderung und Überwinterung wichtigen Lebensräume besonders geschützt: unter den Säugetieren der Fischotter (Lutra lutra) und das Große Mausohr (Myotis myotis), unter den Amphibien/Reptilien der Nördliche Kammmolch (Triturus cristatus) und unter den wirbellosen Tieren der Große Eichenbock (Cerambyx cerdo), die Große Moosjungfer (Leucorrhinia pectoralis) und der Hirschkäfer (Lucanus cervus).